# Vůz Amz RJ
Vozy Amz 61 81 19-90 jsou řadou osobních vozů vyrobených původně pro Švýcarské spolkové dráhy (SBB) v letech 1973–1976 jako klimatizované oddílové vozy 1. třídy pro mezinárodní dopravu. Společnost RegioJet v roce 2012 od SBB odkoupila 12 těchto vozů.

## Vznik řady
Začátkem 70. let 20. století západoevropské železniční společnosti připravily společný nákup větší série komfortních vozů pro mezinárodní dopravu. Financování bylo zastřešeno organizací Eurofima, proto bývají tyto vozy souhrnně označovány jako Eurofima vozy. Na této společné sérii 500 vozů se Švýcarské spolkové dráhy podílely 20 vozy 1. třídy, které byly po dodání označeny jako řada Am 61 85 19-70 500 ... 519.

## Technické informace
Jedná se o oddílové vozy s 9 oddíly 1. třídy typu UIC-Z o délce 26 400 mm. Jsou vybaveny podvozky Fiat Y 0272 S pro maximální rychlost 200 km/h.

## Provoz u RegioJetu
RegioJet zakoupil 12 vozů od SBB v roce 2012

. Vozy byly zaregistrovány v Rakousku, jejich označení bylo změněno na Amz 61 81 19-90 a vlastnická zkratka na A-RJ.
Před nasazením do provozu prošel interiér vozu částečnou opravou - nové potahy sedaček, nové stolky v oddílech aj. Vozy byl také nalakovány do firemních žluto-černých barev. Původní plány počítaly s využitím některých vozů jako charterové vozy pro objednané přepravy
. Tomu odpovídal i nápis charter na vozové skříni. Vozy jsou však běžně zařazovány do pravidelných vlaků.

Z počátku nebyla ve vlacích Regiojet rozlišována vozová třída. Od 2.9.2013 byly zavedeny tři třídy (standard, relax a business)
, přesto však tyto vozy původně 1. třídy jsou zařazeny do základní třídy standard.
V roce 2015 Regiojet odkoupil od DB dva vozy řady Bwmz, které původně pocházejí také z této 20 kusové série švýcarských vozů Am.

## Fotografie

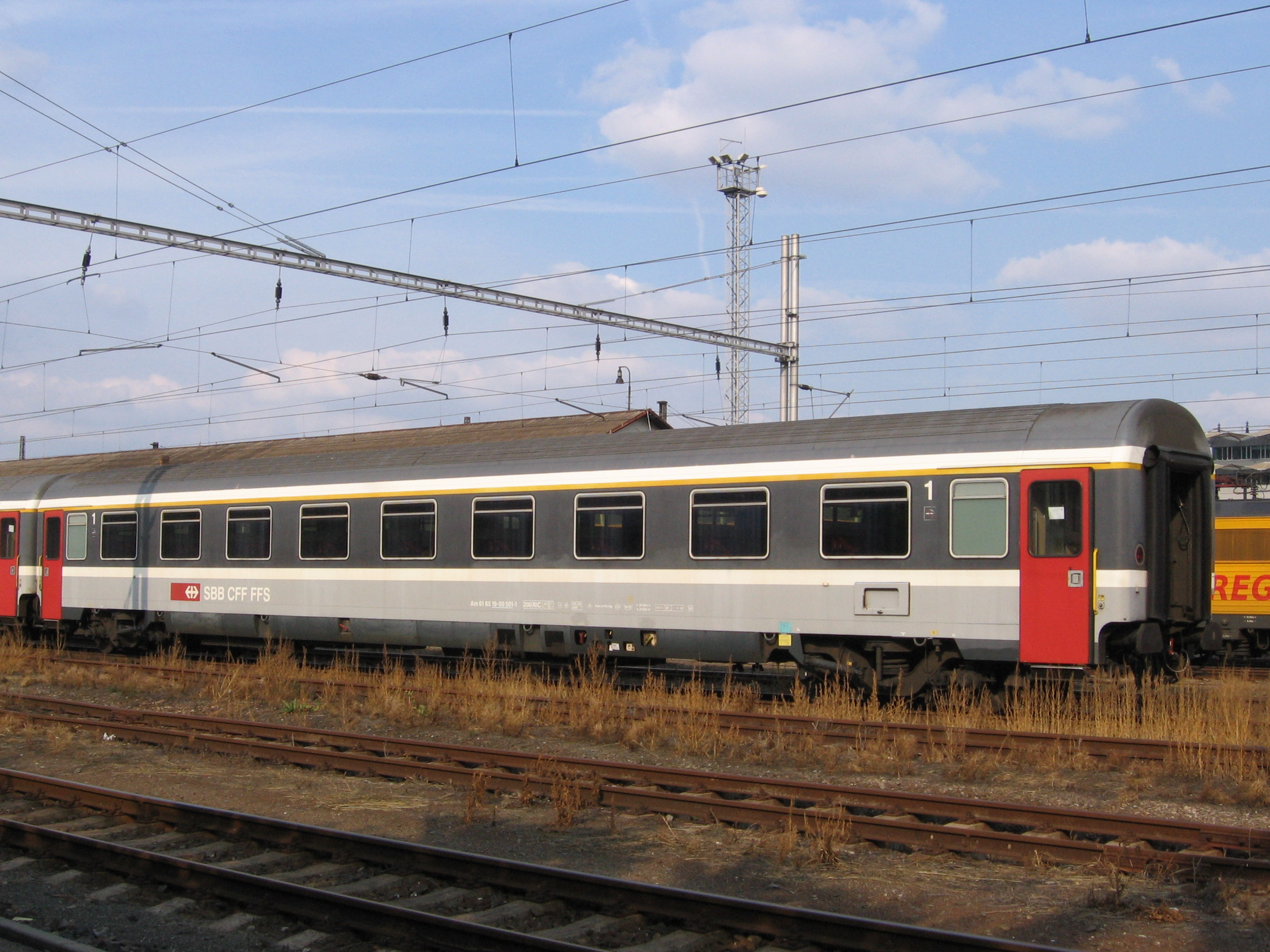
Vzhled vozů po odkoupení ze Švýcarska.